# Alessandro Giorgioni
Alessandro Giorgioni (Bolzano, 13 gennaio 1968 – Sant'Agata Feltria, 22 luglio 2004) è stato un militare italiano dell'Arma dei Carabinieri.

## Biografia
Nel luglio 2004, il pericoloso latitante Luciano Liboni, detto "il Lupo", rapinatore noto per essere già sfuggito alla cattura ingaggiando conflitti a fuoco con le forze dell'ordine negli anni precedenti, feritosi forse per un incidente stradale il 22 luglio, si reca in un bar di Pereto (Sant'Agata Feltria) per effettuare una telefonata.
La gestrice del bar si insospettisce e chiama i Carabinieri. L'Appuntato Scelto Giorgioni, di pattuglia in zona, entra nel bar e chiede i documenti a Liboni. Questi spara a sangue freddo al carabiniere, colpendolo al cuore e al collo, uccidendolo.
Alcuni giorni dopo, il 31 luglio, Liboni resta vittima di un conflitto a fuoco con le forze dell'ordine a Roma dopo una segnalazione di alcuni agenti motociclisti della polizia locale 
che lo avevano visto nella zona del Circo Massimo.

## Onorificenze
Ad Alessandro Giorgioni è stata conferita la Medaglia d'oro al valore dei Carabinieri con la seguente motivazione: